# Electra (revista)
A ELECTRA é uma revista  internacional, de critica e reflexão cultural, social e política. Foi lançada em Março de 2018 sendo um projeto da Fundação EDP, a revista tem periodicidade trimestral e é editada em português e em inglês. 
A revista é dirigida por José Manuel dos Santos, que é administrador e diretor cultural da Fundação EDP e tem como editor António Guerreiro, jornalista, crítico e ensaísta e conta também com a colaboração de autores nacionais e estrangeiros.

## Ligações Externas
- Electra Magazine website oficial da revista Electra.